# بازتولید نگاره‌ای
بازتولید نگاره‌ای (انگلیسی: Reprography) نام پذیرفته‌شده‌ای است برای همهٔ فناوری‌هایی که با بهره‌گیری از اثر نور، پرتو فرابنفش یا فروسرخ بر ماده‌ای حساس، برای تهیهٔ (عکس) کپی از نسخه‌های نوشته‌شده، چاپ‌شده، ترسیم‌شده یا به‌صورت عکاسی تهیه‌شده به کار می‌روند.
در معنایی کمتر دقیق، فناوری‌های چاپی مانند چاپ شابلونی (استنسیل)، چاپ افست کوچک و تکثیر از طریق کاغذ کاربن یا کاغذ خودکپی‌شونده نیز زیرمجموعهٔ بازتولید نگاره‌ای دانسته می‌شوند. مرز میان بازتولید نگاره‌ای به معنای دقیق و فناوری‌های چاپی از زمانی که دستگاه‌های فتوکپی برای تولید شمارگان بالا به‌طور گسترده به کار گرفته شدند، کم‌رنگ شده است. از سوی دیگر، فناوری‌های بازتولید نگاره‌ای برای ساخت فرم‌های چاپی در چاپ‌های اداری نیز به کار گرفته می‌شوند.

## روش‌ها
در بازتولید نگاره‌ای به معنای دقیق، بسته به چگونگی انتقال تصویر، روش‌های گوناگونی تشخیص داده می‌شود:
- روش تماسی، بر پایهٔ تابش و بازتاب نور
- روش نوری، با استفاده از عدسی‌ها و آینه‌ها
- روش مستقیم، که در آن مستقیماً نسخه‌ای از اصل تهیه می‌شود
- روش غیرمستقیم، که در آن با واسطهٔ یک نسخهٔ میانی، نسخهٔ نهایی ساخته می‌شود

هم روش تماسی و هم روش نوری می‌توانند مستقیم یا غیرمستقیم باشند. علاوه بر این، روش‌های بازتولید به سه دستهٔ سامانه‌های مرطوب، نیمه‌مرطوب و خشک تقسیم می‌شوند که این تقسیم‌بندی بر پایهٔ نوع مادهٔ ظاهرکننده است.
مهم‌ترین فناوری‌های نوین در این زمینه عبارت‌اند از: چاپ نوری، الکتروگرافی (که در دستگاه‌های فتوکپی به کار می‌رود) و دمانگاری.
رشد سریع بازتولید نگاره‌ای به‌ویژه از دههٔ ۱۹۵۰ میلادی، پس از معرفی فناوری‌های تقریباً خودکار الکتروگرافی و دمانگاری، مسئلهٔ حقوق مؤلف در رابطه با آثار اصلی را به موضوعی مهم و بحث‌برانگیز تبدیل کرده است.